# (35681) 1999 BC2
(35681) 1999 BC2 là một tiểu hành tinh nằm ở rìa trong của vành đai chính. Nó được phát hiện bởi Yoshisada Shimizu và Takeshi Urata ở Đài thiên văn Nachi-Katsuura ở Nachikatsuura, Wakayama, Nhật Bản, ngày 16 tháng 1 năm 1999.